# Abraham Louis Barbaz
Abraham Louis Barbaz (Amsterdam, 20 of 21 juni 1770 - Amsterdam, 14 juli 1833) was een Nederlandse dichter, criticus en vertaler. Zijn vader en de ouders van zijn moeder waren afkomstig uit de omgeving van Orbe, Zwitserland.
Zijn vader was horlogemaker, eerst aan de Nes, later aan de Kalverstraat. In 1776 vertrok het gezin naar Sint Petersburg, waar de vader in 1779 overleed. Moeder keerde met de jongen terug naar Amsterdam, twee zusjes bleven in Rusland achter. Geld om naar school te gaan was er niet, maar Abraham Louis las al vanaf zijn vroegste jeugd enorm veel, met name Franse auteurs. Vanaf 1790 publiceerde hij gedichten en toneelstukken, zowel oorspronkelijk als vertaald. Hij verdiende de kost als boekhouder bij het gemeentelijk nachtwezen en had daarnaast een aanstelling als klokkenluider van de Oude Kerkstoren. Een korte periode was hij door de politieke omwentelingen werkeloos en probeerde hij met zijn dichtwerk in leven te blijven. In 1799 trouwde hij met Jacoba Combe, die een week na hem overleed. Ze hadden één kind, dat echter slechts een paar dagen oud werd.

## Politieke houding
Men heeft Barbaz wel verweten dat hij politiek nog weleens van inzicht veranderde. Dit is echter niet juist. In 1795 was hij een fel voorstander van de revolutie, maar de nieuwe bestuurders gingen hem al snel niet ver genoeg. Hij had ontzag voor Napoleon tot diens ambities ten koste gingen van onschuldige mensenlevens. Hij zag goed in dat de komst van koning Lodewijk Napoleon Nederland behoedde van groter onheil. Over de terugkeer van de Oranjes na 1813 heeft hij zich weinig uitgelaten.

## Toneelstukken
Hij schreef en vertaalde zo'n 40 treurspelen, waarvan met name Maria Stuart (1820) en Sylla (1822) veelvuldig zijn opgevoerd. Als zijn beste werk worden evenwel Elmire de Vilarez (1799) en Omar, koning van Grenada (1818) gezien. Daarnaast schreef hij een tiental blijspelen. Zijn De Lichtzinnige, of de gevaren der onbedachtzaamheid (1807) wordt beschouwd als het eerste Nederlandstalige karaktersblijspel.
Barbaz schreef niet alleen werk voor het toneel, ook legde hij uitgebreid vast waar een toneelstuk aan zou moeten voldoen.

## Toneelkritiek
In 1805 gaf hij een tijdschrift met literaire bijdragen uit, De Fortuin. Gedurende de jaren 1808 en 1809 liet hij dat volgen door Amstels Schouwtooneel, waarin hij de toneelvoorstellingen van de Amsterdamse schouwburg besprak. Hij liet daarin duidelijk zijn voorkeur blijken voor het classicistische toneel, maar vond de inhoud belangrijker dan de regels. Racine, Voltaire en De la Harpe waren zijn favoriete schrijvers; de Duitse, maar ook contemporaine Franse schrijvers bakten er in zijn ogen maar weinig van, maar altijd bleef hij beleefd en schreef ook wat dan wel de goede kanten van zo’n slecht stuk waren.
Hij leefde mee met de acteurs, van wie hij de meeste persoonlijk goed moet hebben gekend. Veel van zijn eigen stukken las hij aan een van hen voor, voordat het werd gedrukt. Slecht was hij te spreken over de houding van het publiek.

## Dichtstukken
In totaal schreef Barbaz zo’n vierhonderd korte en langere dichtstukken. In vele daarvan nam hij het op voor de armen en streed hij tegen oorlogsgeweld en slavernij. Hij probeerde ouders over te halen om hun kind te laten inenten en te leren zwemmen. Naast de algemene gedichten schreef en vertaalde hij ook een groot aantal fabels. Samen met P.G. Witsen Geysbeek vertaalde hij de fabels van De Florian (1794-95) en samen met deze én H. de Flines het lange gedicht De Jaargetijden van Saint-Lambert (1802). Met hen was hij lid van de vriendenkring Kunst door Vrindschap Volmaakter.
Barbaz’ belangrijkste dichtstuk is wellicht zijn vertaling van Voltaire’s Henriade. Sommige tijdgenoten namen hem dit niet in dank af, omdat men vond dat hij daarmee de eerdere vertaler Feitama (1694-1758) tekortdeed. Onderzoekers hebben later vastgesteld dat Barbaz’ vertaling aanzienlijk beter was.

## Satire
Grote verdienste voor de Nederlandse letterkunde hebben Barbaz’ satirische werken. Hij schreef een zevental hekelspellen waarin hij beroemde treurspelen belachelijk maakte. Daarnaast publiceerde hij een aantal “boertige” gedichten waarin hij de draak stak met bepaalde (on)maatschappelijke verschijnselen, zoals pronkziekte en kwaadsprekerij. In enkele langere dichtwerken laat hij duidelijk zijn afkeer van het onzinnige oorlog voeren zien.
- Bibliothèque nationale de France: cb169379590 (data)
- Biografisch Portaal: 67715436
- Digitale Bibliotheek voor de Nederlandse Letteren: barb001
- Gemeinsame Normdatei: 1053066244
- International Standard Name Identifier: 0000 0003 6669 3762
- Library of Congress Control Number: no2012014552
- Nederlandse Thesaurus van Auteursnamen: 069932298
- Virtual International Authority File: 232503074
- WorldCat: E39PBJyhfHyVbBM7dRXFWp8pyd